# Issei Takayanagi
Issei Takayanagi (髙柳 一誠, Takayanagi Issei) est un footballeur japonais né le 14 septembre 1986. Il évolue au poste de milieu de terrain.

## Palmarès
- Champion de J-League 2 en 2008 avec le Sanfrecce Hiroshima
- Finaliste de la Coupe du Japon en 2007 avec le Sanfrecce Hiroshima
- Finaliste de la Coupe de la Ligue japonaise en 2010 avec le Sanfrecce Hiroshima